# Tina Thompson
Tina Thompson, född den 10 februari 1975 i Los Angeles, USA, är en tidigare amerikansk basketspelare som tog OS-guld 2008 i Peking. Detta var USA:s fjärde OS-guld i dambasket i rad. Thompson var även med och tog OS-guld 2004 i Aten. Hon har spelat för Seattle Storm.